# میخ‌پنجه نوک‌سبز
میخ‌پنجه نوک‌سبز (نام علمی: Centropus chlororhynchos) نام یک گونه از سرده میخ‌پنجه است.